# Liga Nacional de Handebol Masculino de 2015
A Liga Nacional de Handebol Masculino de 2015 é a 19ª edição desta competição organizada pela CBHb (Confederação Brasileira de Handebol). Participaram do torneio dez equipes provenientes de cinco estados brasileiros: São Paulo, Rio de Janeiro, Minas Gerais, Paraná, Espírito Santo e Santa Catarina.

## Equipes participantes
A edição deste ano passou por mudanças em relação as equipes participantes. Metodista, que é a maior vencedora de edições da Liga Nacional, Santa Maria, do Rio Grande do Sul, Força Jovem Colatina, do Espírito Santo, e FME Balneário Camboriú, de Santa Catarina desistiram de disputar a competição.
Por outro lado, a competição contou com o retorno de Londrina, campeã em 2008 e que ficara afastada da liga nos dois últimos anos,  e com São Caetano, que também volta a disputar o torneio.
A liga também contou com um clube estreante: Uberaba, que pela primeira vez disputou a elite do handebol brasileiro. 
Além disso, a equipe da FAB (Força Aérea Brasileira), que disputou a edição 2014 da liga, realizou parceria com o Club de Regatas Vasco da Gama, tradicional agremiação esportiva do Rio de Janeiro para a disputa do campeonato. 
| Equipe Nome fantasia                               | Cidade Ginásio                                   | Temporada 2014 |
| -------------------------------------------------- | ------------------------------------------------ | -------------- |
| AD Itajaiense ADI/Slice/APM Terminals/Itajaí       | Itajaí Univali                                   |                |
| AD Juiz de Fora ADJF/Juiz de Fora                  | Juiz de Fora UFJF                                |                |
| Londrina Unopar/Paiquerê FM/Blindex/Londrina       | Londrina Moringão                                |                |
| AMH Maringá Maringá/Unimed/UEM/Unifamma            | Maringá Chico Neto                               | 3º             |
| Pinheiros EC Pinheiros                             | São Paulo Henrique Villaboim                     |                |
| São Caetano São Caetano                            | São Caetano do Sul Eda                           |                |
| São José Handebol                                  | São José dos Campos Tênis Clube                  |                |
| Handebol Taubaté TCC/Unitau/Fecomerciários/Taubaté | Taubaté EMECAL                                   | 1º             |
| Uberaba Funel/Uberaba                              | Uberaba Centro Olimpico de Uberaba               |                |
| Vasco da Gama Vasco da Gama/FAB                    | Rio de Janeiro Centro Esportivo Miécimo da Silva |                |